# Церковь Святой Марии (Пермь)
Церковь святой Марии — евангелическо-лютеранский храм в Перми. Относится к Пермскому пробству Евангелическо-лютеранской церкви Европейской части России.
Пастором церкви с 1997 по 2023 год был Давид Давыдович Рерих.

## История
В середине XIX лютеранская община Перми получила разрешение построить в городе кирху, проект которой разработал петербургский архитектор Гаральд Юлиус Боссе. Этот проект был утверждён 21 июля 1860 года канцелярией Его Императорского Величества. Для строительства здания был выбран угол улиц Екатерининской и Соликамской. Само здание кирхи похоже на здание лютеранской церкви в Санкт-Петербурге, которая располагалась между рекой Мойкой и Большой Морской улицей.
Строительство церкви шло с 1861 по 1864 год под руководством пермского архитектора Рудольфа Карвовского. Первый камень в основание церкви был заложен 12 мая 1861 года 12 февраля 1864 г. кирха была освящена. Ввиду немногочисленности лютеранской общины Перми (около 70 человек) службы в ней проводил пастырь, приезжавший для этого из Екатеринбурга, а постоянно при кирхе был только староста.
В 1918 году здание церкви было муниципализировано, а в 1935 году кирха была закрыта, её здание занимала артель «Фотоколлектив», которая в дальнейшем стала фотокомбинатом, а затем и фабрикой фоторабот. В 1973 году здание кирхи было передано Пермскому Союзу театральных деятелей (Всероссийское театральное общество). В 1987 году был разработан проект реконструкции храма под Дом актёра с постройкой библиотеки, архива и театрального зала, а также пристроя со зрительным залом на 300 мест, сценой, фойе для художественной выставки, видеосалоном и др. Эта реконструкция должна была завершиться к 1993 году, но с распадом СССР этим планам не суждено было сбыться. Здание кирхи было передано немецкой общине 11 июля 1994 года, а 5 июня 1995 года пастором Г. Гельце из Ганновера была проведена первая служба.
В 1994—2004 годах проводилась реставрация церкви. 18 июня 1997 года в кирхе был установлен колокол, 3 августа 1997 — крест на шпиле. В церкви был также поставлен электроорган.
20 мая 1993 года здание кирхи было признано памятником архитектуры и градостроительства и принято под охрану государства. 5 декабря 2000 года по распоряжению Губернатора Пермской области здание кирхи было включено в Государственный Список памятников градостроительства и архитектуры Пермской области местного значения.